# Ilhas Shepherd
As ilhas Sheperd são um grupo de ilhas situadas entre as ilhas de Epi e Éfaté, na província de Shefa, Vanuatu.
De norte a sul, as ilhas principais são Laika, Tongoa (Kuwaé), Tongariki, Émaé (Mai), Makura (Emwae), Mataso (Matah),  Monument (Étarik), Nguna, Émao, Moso, e Lélépa. Émaé e Tongoa são as maiores ilhas do grupo.
A região inclui dois vulcões submarinos, Kuwae e Makura. As ilhas estão principalmente nos contornos das caldeiras destes vulcões. 
A maior das ilhas é Émaé, a 644 m sobre o nível do mar, Tongariki também se ergue acima dos 500 m 

## Referencias
1. ↑  «Shepherd Islands». www.vanuatu.travel (em inglês). Consultado em 14 de março de 2023
2. ↑  «About Shepherd Group of Islands». www.vanuatuislandtravel.com. Consultado em 14 de março de 2023